# David Tavares
Pour les articles homonymes, voir Tavares.
David Tavares né le 19 mars 1999 à Lisbonne au Portugal, est un footballeur international cap-verdien qui évolue au poste de milieu offensif au SCU Torreense, en prêt du FC Famalicão.

## Biographie

### En club
David Tavares est formé par le Sporting Portugal avant de rejoindre le Benfica Lisbonne. À partir de la saison 2018-2019 il commence à jouer avec l'équipe réserve. Le 17 septembre 2019 il joue son premier match avec l'équipe première à l'occasion d'une rencontre de Ligue des champions
face au RB Leipzig. Il entre en jeu ce jour-là et son équipe s'incline par deux buts à un.
Le 22 septembre 2020 David Tavares est prêté au Moreirense FC pour la saison 2020-2021. Le 26 janvier 2021, le Moreirense FC met un terme au prêt, le joueur s'étant brouillé avec l'entraîneur Vasco Seabra (en). David Tavares fait ainsi son retour à Benfica, mais avec l'équipe réserve.
Le 29 juin 2021, David Tavares quitte définitivement le Benfica Lisbonne et s'engage en faveur du FC Famalicão. Il signe un contrat de cinq ans, soit jusqu'en juin 2026.

### En sélection
David Tavares est sélectionné avec l'équipe du Portugal des moins de 17 ans en 2016, pour un total de trois sélections.
David Tavares compte quatre sélections avec l'équipe du Portugal des moins de 19 ans, toutes obtenues en 2018.

## Palmarès
Benfica Lisbonne
- UEFA Youth League :
  - Finaliste : 2016-17.